# Laxtjärnen (Malingsbo socken, Dalarna)
Laxtjärnen är en sjö i Smedjebackens kommun i Dalarna och ingår i Norrströms huvudavrinningsområde. Sjön har en area på 0,0723 kvadratkilometer och ligger 238,2 meter över havet.

## Delavrinningsområde
Laxtjärnen ingår i det delavrinningsområde (664511-147723) som SMHI kallar för Mynnar i Hedströmmen. Medelhöjden är 240 meter över havet och ytan är 21,89 kvadratkilometer. Det finns ett avrinningsområde uppströms, och räknas det in blir den ackumulerade arean 51,83 kvadratkilometer. Djurlångsån som avvattnar avrinningsområdet har biflödesordning 4, vilket innebär att vattnet flödar genom totalt 4 vattendrag innan det når havet efter 225 kilometer. Avrinningsområdet består mestadels av skog (89 procent). Avrinningsområdet har 0,16 kvadratkilometer vattenytor vilket ger det en sjöprocent på 0,7 procent.